# Маркин, Юрий Петрович
Юрий Петрович Маркин (род. 19 мая 1936) — российский учёный, специалист в области истории немецкого изобразительного искусства XVII—XX веков.

## Биография
Родился в городе Урюпинске, Сталинградской области, окончил среднюю школу в 1954 году. В период 1955 −1965 годов, по собственному ироническому признанию, «занимался строительным бизнесом», то есть трудился на стройках Москвы как простой рабочий и одновременно учился на Историческом факультете МГУ им. М.В.Ломоносова (в 1959—1965, кафедра истории искусства). Руководителем его диплома был выдающийся ученый-византолог В. Н. Лазарев. В 1965—1988 годы работал научным редактором в издательстве «Искусство»; в 1988/1989 заведовал редакцией литературы по искусству в издательстве «Книга». Публиковаться, как историк искусства, в советской и зарубежной печати начал с конца 1960-х годов. В 1978 году защитил кандидатскую диссертацию по уже изданной книге: «Эрнст Барлах. Пластические произведения» (М. 1976). С 1989 года и по настоящее время, работает в НИИ теории и истории изобразительных искусств Российской Академии художеств в Москве. В 1995 году защитил докторскую диссертацию: «Немецкая скульптура. 1900—1950.» В 2016 году Ю. П. Маркину была присуждена Золотая медаль РАХ за публикацию серии книг по искусству Германии первой половины XX века. Автор 12 монографий и около 120 статей по истории изобразительного искусства. С 1978 года публикуется также как профессиональный фотограф (свыше двух тысяч его фотоснимков памятников архитектуры, монументальной скульптуры и предметов прикладного искусства воспроизведено в альбомах и книгах по изобразительному искусству).

## Перечень книжных научных публикаций
- Ю. П. Маркин. Эрнст Барлах. Пластические произведения. М., «Искусство». 1976
- Ю. П. Маркин, Ю. В. Бугуева. Вильгельм Лембрук. Скульптура. Графика. Живопись. Поэзия. М., «Искусство». 1989
- Ю. П. Маркин. Вартбург. Айзенах. Эрфурт. Веймар . М., «Искусство». 1995
- Ю. П. Маркин. Павел Филонов. М., «Изобразительное искусство». 1995
- Ю. П. Маркин. Экспрессионисты. Живопись. Графика. М., «Астрель». 2004 (переиздано в 2014 г.)
- Энциклопедический словарь экспрессионизма. Изд. Института мировой литературы им. М. Горького. М., 2008 (Ю. П. Маркин — автор ок. 40 развернутых статей-персоналий, посвященных немецким и русским художникам XX века)
- Ю. П. Маркин. Искусство Третьего рейха. Архитектура. Скульптура. Живопись. М., РИП-холдинг. 2011 (переиздавалось до 2016 г.)
- Ю. П. Маркин. Немецкая скульптура. 1900—1950. М., «Галарт». 2012
- Ю. П. Маркин. «Теперь Бог танцует во мне». Георг Кольбе. 1877—1947. Скульптура. Графика. М., «Галарт». 2012
- Егор Двужилов (псевдоним Ю. П. Маркина). Пересекая пределы. Фантастическая живопись Вадима Азриели. М., РИП-холдинг. 2014
- Юрий Маркин. Вадим Сидур 1924 —1986 Cкульптура. Графика. М., БуксМАрт. 2021

## Подготовленные к публикации капитальные научные монографии
- Ю. П. Маркин. Королевские дворцы и парки Гогенцоллернов. 1650—1917 (рукопись, закончена в 2014 г.). Автор ищет издателя.
- Ю. П. Маркин. Андреас Шлютер. Архитектор. Скульптор. Мастер синтеза в монументальном искусстве (рукопись, закончена в 2016 г.). Автор ищет издателя.

## Избранные статьи
Юрий Маркин. Помпезная затея…//«Декоративное искусство СССР». 1988, № 11. С.2 — 6
Юрий Маркин. Искусство при тоталитаризме. История в параллельных биографиях./«Декоративное искусство СССР». 1989, № 12. С. 4 −10
Juri Markin. Die Sakrale himmlische Geometrie im Schaffen Sidurs// Almanach 1993 OSTEUROPA. Theater Bildende Kunst Musik. Hrsg von EUROCULTUR OST. Berlin, 1993. S. 54 — 59
Маркин Ю. П. К концепции общественного монумента в Европе в XIX — начале XX века.// Художественные модели мироздания. Книга первая. Изд. НИИ РАХ.: ТОО «Пассим». М., 1997. С.237 — 249
Маркин Ю. П. Искусство тоталитарных режимов в Европе 1930-х годов. Истоки, стиль, практика художественного синтеза.//Художественные модели мироздания. XX век. Книга вторая. Изд. НИИ РАХ: «Наука». М., 1999. С. 121—137
Ю. Маркин. Экспрессионизм — миф или историческая реальность?//Европейское искусство XIX веков: Исторические взаимосвязи. Сост. И. Попова, И. Светлов. Изд. Гос. НИИ искусствознания: М. 1998. С.33 — 45
Юрий Маркин. Архитектурные метаморфозы Берлина.// Современная Европа 4. 2006, октябрь, декабрь. Изд. Института Европы РАН. С. 130—144
Юрий Маркин. Об истоках стиля «Моста» //Художники группы «Мост». Немецкие экспрессионисты из собрания Музея «Брюкке» в Берлине (Каталог выставки в ГМИИ им. А. С. Пушкина). 2008. С.65 — 76
Юрий Маркин. Творческие биографии художников группы «Мост» (Каталог выставки в ГМИИ им. А. С. Пушкина). 2008. С. 260—301

## Переводы
- Говорит Эрнст Барлах. Публикация подготовлена Ю. Маркиным// Художники XX века. По страницам журнала «Творчество». Сост. И. Г. Акимова: «Советский художник». М., 1974. С. 46 — 65
- Юрий Маркин. «Мой прекрасный, мой трагический мир…» . В ст.: Эмиль Нольде: Об искусстве и своем творчестве//«Творчество». 1991, № 2. С.7 — 11
- Райнер Цербст. Гауди. 1852—1926. Антонио Гауди-и-Корнет. Жизнь в архитектуре. Перевод с немецкого Ю.Маркина. Арт-Родник. 2000

## Записи на радио
«Битва идей». Интервью на радио «Маяк» (для цикла передач «Неизвестная планета» 03.10.11).